# Cammy Gill
Cameron „Cammy“ Gill (* 7. April 1998 in Edinburgh) ist ein schottischer Fußballtorhüter, der beim FC Arbroath unter Vertrag steht.

## Karriere

### Verein
Cammy Gill begann seine Karriere beim Edinburgh South Boys Club und wechselte zu Dunfermline Athletic als er elf Jahre alt war. Im Januar 2017 unterzeichnete er in Dunfermline seinen ersten Vertrag als Profi. Im selben Monat wurde Gill zum schottischen Viertligisten FC Arbroath verliehen. Ohne einen Einsatz absolviert zu haben, kehrte er im März 2017 zurück nach Dunfermline. In der Zweitligasaison 2017/18 war er hinter Sean Murdoch Ersatztorhüter und kam lediglich im Challenge Cup zum Einsatz. Nach Spielen im Challenge Cup und Ligapokal debütierte er im Mai 2019 in der zweiten Liga als er gegen Inverness Caledonian Thistle im Tor stand. Nachdem Murdoch den Verein im Sommer 2019 verlassen hatte, duellierte sich Gill im Tor der „Pars“ mit Ryan Scully und Owain Fôn Williams um die Stammposition. Gill absolvierte in der Spielzeit 2019/20 insgesamt zehn Ligaspiele. Hinter dem Waliser Williams begann er die Spielzeit 2020/21 als Ersatztorhüter.

### Nationalmannschaft
Cammy Gill kam im Jahr 2018 einmal in der schottischen U20-Nationalmannschaft zum Einsatz. Bei der 0:2-Niederlage gegen die Türkei im November 2018 stand er über die gesamte Spieldauer im Tor der Schotten.